# Димитър Йорданов (актьор)
Димитър Йорданов е български актьор.

## Телевизионен театър
- „Дванадесетият апостол“ (реж.Теофана Преславска)

## Филмография
- „Неизчезващите“ (1988, тв сериал) – Адамов (в 4 серии: I, II, III и V като Димитър Цонев[notes 2])
- „Време разделно“ (1987) – дядо Кралю, овчар, един от първенците на Илинден
- „Спасението“ (1984) – кръчмарят (като Димитър Цонев)
- „Милионите на Привалов“ (1982, тв сериал) – Данила (в 2 серии: III и V)
- „Капитан Петко войвода“ (1981, тв сериал)[1] – Билярина, ятак (в 7 серии: от II до VIII вкл.)
- „Хайде, дядовци“ (1981, тв) – продавачът в книжарницата
- „Хан Аспарух“ (1981) – (в II и III част като Димитър Цонев)
- „Два километра живот“ (тв)
- „Концерт за флейта и момиче“ (1979) – (като Димитър Цонев)[2]
- „Живи хора“ (1978, тв) – пощальонът
- „С любов и нежност“ (1978) – Боре Шпингата (като Димитър Цонев)[3]
- „Баш майсторът на море“ (1977, тв) – пазачът на бостана
- „Юлия Вревска“ (1977) – (в масовите сцени; не е посочен в надписите на филма)
- „Басейнът“ (1977) – (като Димитър Цонев)[4]
- „Лъжовни истории“ (1977) – селянин (в масовите сцени в новелата „Дуел 77“; не е посочен в надписите на филма)
- „Грехове“ (тв, 1976)
- „Записки по българските въстания“ (1976−1980, тв сериал) – хаджи Руси (като Димитър Цонев в „Джендо“: I серия, „Къща край Дунава“: II серия и XIII серия „Краят“)[5]
- „Годеницата с най-красивите очи“ (1975) – старчето[6]
- „Баща ми бояджията“ (1974, тв) – човекът от стрелбището (не е посочен в надписите на филма)
- „Ламята“ (1974)[7] – старейшина (като Димитър Цонев)
- „Магистрала“ (1974)[8]
- „Произшествия на сляпата улица“ (1967-1974, тв сериал) - хазяинът на Елена Хаджигоцева в Русе (във 2 серия: „Нещастен случай“ - 1974 като Димитър Цонев)
- „Дъщерите на началника“ (1973, тв сериал) – (в „Искра“: II серия)[9]
- „Къщи без огради“ (1973)[10]
- „Нона“ (1973) – дядо Пею[11]
- „Пътешествие със сал“ (1973)
- „Тримата от запаса“ (1971) – поручик Калев[12]
- „На всеки километър“ (1969, тв сериал) – (във „Великден“: X серия)[13]